# Louis Clément
Louis Clément is een Frans historisch merk van motorfietsen.
Louis Clément was aanvankelijk vliegtuigbouwer met fabrieken in Bordeaux, Lyon en Boulogne-Billancourt, maar na de Eerste Wereldoorlog ging hij motorfietsen maken.
De 540cc-V-twin die in 1919 voor het eerst werd getoond zat vol bijzondere techniek, zowel in het motorblok als de versnellingsbak, het frame en de wielen.

## Motor
De blokhoek van de motor was klein, slechts 55°, maar over de beide cilinders lag als een soort brug een lange cilinderkop waarin de nokkenas in de lengte was geplaatst. Die nokkenas werd weer aangedreven door één centrale koningsas in het midden. Doordat de scheef staande cilinders moesten aansluiten op een horizontale cilinderkop hadden de zuigers afgeschuinde bodems. De bougies zaten niet in de cilinderkop: die van de voorste cilinder zat aan de voorkant, die van de achterste cilinder aan de achterkant. De cilinderkop kon door het losdraaien van acht bouten makkelijk worden verwijderd. Het hele kleppenmechanisme lag in een oliebad. Er was dry-sumpsmering toegepast, ondersteund met een handpompje voor de smering van de cilinderkop, dat op de tank zat. Dit was voorzien van een kijkglaasje zodat de smering druppelsgewijs geregeld kon worden. De tank was in tweeën gesplitst: de linkerkant voor benzine, de rechterkant voor smeerolie. Bovendien zat boven op de tank een draaihendel voor de drie versnellingen. Daardoor kon de bestuurder zeer nauwkeurig schakelen en ook zien in welke versnelling werd geschakeld. De bedieningsstang ging dwars door de olietank naar beneden om de versnellingsbak te bedienen. Die versnellingsbak was al gecombineerd met het motorblok en niet — zoals gebruikelijk — apart achter die motor gemonteerd. Zowel de primaire- als de secundaire aandrijving geschiedden met geheel ingesloten kettingen.

## Rijwielgedeelte
Het frame bestond uit een geperste plaatstalen brug, maar de voorkant van het motorblok was met het balhoofd verbonden met een buis. Onder het balhoofd scharnierde een plaatstalen brug die over het voorspatbord was gebouwd, en die aan de voorkant verbonden was met een forse bladveer die onder het stuur was afgesteund. Achter was geen vering toegepast, afgezien van de schroefveren onder het zweefzadel. Er waren schijfwielen gemonteerd, zoals dat ook door Louis Blériot bij zijn Blériot-motorfietsen was gedaan. De wielen waren allebei voorzien van trommelremmen en onderling uitwisselbaar. Als er een zijspan bij werd besteld, werd de zijspanrem gekoppeld aan die van het achterwiel.

## Duur
Al met al was de Louis Clément-motorfiets een zeer goed afgewerkte en luxueuze motorfiets. Zo waren alle bedieningskabels door het stuur gestoken, waardoor ze onzichtbaar waren. Clément leverde ook zijn eigen zijspannen, in een- of tweepersoons-uitvoering. Er waren sportmodellen, maar ook speciale zijspannen voor vrachtvervoer en zijspannen met een overkapping. Wie dat liever had kon ook alleen een zijspanframe kopen en zelf de carrosserie (laten) maken.
In 1920 kwam de motorfiets op de markt. Het basismodel kostte echter al 3.500 francs, een complete zijspancombinatie 4.500 francs, een eenpersoons zijspan 1.100 francs, een tweepersoons zijspan 1.500 francs en een zijspanframe 750 francs.
In die eerste jaren na de Eerste Wereldoorlog kon men in Frankrijk voor 3.500 francs een complete Harley-Davidson-zijspancombinatie kopen. Dit waren machines die door het Amerikaanse leger waren achtergelaten. De Louis Clément motorfietsen waren daardoor veel te duur en in 1921 werd de productie al beëindigd.